# Comuna Rapoltu Mare, Hunedoara
Rapoltu Mare (în maghiară: Nagyrápolt, în germană: Gross-Rapolden) este o comună în județul Hunedoara, Transilvania, România, formată din satele Bobâlna, Boiu, Folt, Rapoltu Mare (reședința) și Rapolțel.

## Demografie
Componența etnică a comunei Rapoltu Mare
     Români (92,06%)
     Alte etnii (7,94%)
Componența confesională a comunei Rapoltu Mare
     Ortodocși (83,56%)
     Penticostali (3,91%)
     Adventiști (2,13%)
     Alte religii (2,96%)
     Necunoscută (7,44%)
Conform recensământului efectuat în 2021, populația comunei Rapoltu Mare se ridică la 1.788 de locuitori, în scădere față de recensământul anterior din 2011, când fuseseră înregistrați 1.960 de locuitori. Majoritatea locuitorilor sunt români (92,06%). Din punct de vedere confesional, majoritatea locuitorilor sunt ortodocși (83,56%), cu minorități de penticostali (3,91%) și adventiști (2,13%), iar pentru 7,44% nu se cunoaște apartenența confesională.

## Politică și administrație
Comuna Rapoltu Mare este administrată de un primar și un consiliu local compus din 11 consilieri. Primarul, Octavian-Gheorghe Roman[*], de la Partidul Social Democrat, este în funcție din 2004. Începând cu alegerile locale din 2024, consiliul local are următoarea componență pe partide politice:
|  | Partid                          | Consilieri | Componența Consiliului | Componența Consiliului | Componența Consiliului | Componența Consiliului |
|  | ------------------------------- | ---------- | ---------------------- | ---------------------- | ---------------------- | ---------------------- |
|  | Partidul Social Democrat        | 4          |                        |                        |                        |                        |
|  | Alianța pentru Unirea Românilor | 4          |                        |                        |                        |                        |
|  | Partidul Național Liberal       | 2          |                        |                        |                        |                        |
|  | Uniunea Salvați România         | 1          |                        |                        |                        |                        |

## Atracții turistice
- Biserica reformată din satul Rapoltu Mare, construcție secolul al XIV-lea, monument istoric
- Biserica ortodoxă din satul Bobâlna
- Castelul contelui Veress din Bobâlna, construcție secolul al XVIII-lea, monument istoric
- Ansamblul rural Rapoltu Mare
- Situl arheologic din Măgura Uroiului
- Așezare din eroca bronzului Rapoltu Mare
- Conacul Daniel din Rapoltu Mare
- Rezervația naturală "Măgura Uroiului"
- Rezervația naturală "Tufurile calcaroase din Valea Bobâlnei"

## Personalități născute aici
- Atanasie Anghel (? - 1713), mitropolit ortodox (pravoslavnic) al Bălgradului (Alba Iulia), primul episcop român unit, oficial.
- Aron Radu (? - 1944), delegat la Marea Adunare Națională de la Alba Iulia  1918